# Tak niewielu
Tak niewielu / Tak nieliczni – amerykański film wojenny z 1959 roku na podstawie powieści Toma Chamalesa.

## Opis fabuły
II wojna światowa. Tom Reynolds i jego podwładni trafili do Birmy. Ich zadaniem jest wyszkolenie żołnierzy do walki przeciw Japończykom. Jednak na miejscu okazuje się to bardzo trudne. Kiedy pojawiają się Chińczycy, którzy mordują i ograbiają bezlitośnie amerykańskich żołnierzy, kapitan postanawia się zemścić.

## Obsada
- Frank Sinatra – Kpt Tom Reynolds
- Gina Lollobrigida – Carla Vesari
- Peter Lawford – Kpt Grey Travis
- Steve McQueen – Bill Ringa
- Richard Johnson – Kpt Danny De Mortimer
- Paul Henreid – Nikko Regas
- Brian Donlevy – Gen. Sloan
- Dean Jones – Sierżant Jim Norby
- Charles Bronson – Sierżant John Danforth
- Philip Ahn – Nautaung
- Robert Bray – Płk Fred Parkson
- Kipp Hamilton – Margaret Fitch
- John Hoyt – Płk Reed
- Whit Bissell – Kpt Alofson, psychiatra

i inni